# Ложечниця піренейська
Ложечниця піренейська (Cochlearia pyrenaica) — вид трав'янистих рослин родини капустяні (Brassicaceae). Етимологія: лат. pyrenaicus — «піренейський».

## Опис
Дворічна або багаторічна трава. Стебла голі, 10–30(50) см при цвітінні, прямовисні. Листя базальне (0.4)1–3.5(5) × (0.5)1–4(8) см, довгочерешкове. Суцвіття 5–20 см завдовжки при плодоношенні, прямовисне. Верхнє стеблове листя у формі серця. Чашолистки 2–3(3.5) мм, увігнуті. Пелюсток 4, 4–6(7.2) мм, білі, мають округлі верхівки. Плоди (2.8)3–6.5(8) мм довжини, еліпсоїдальні. Насіння 2–6, (1.2)1.4–2(2.5) × (0.8)1–1.5(1.8) мм, субсферично-еліпсоїдальне, з тупими виступами, коричневе або червонувато-коричневе. 2n = 12.

## Поширення
Європа: Албанія, Австрія, Ліхтенштейн, Бельгія, Люксембург, Велика Британія, Данія, Франція, Німеччина, Ірландія, Швейцарія, Нідерланди, Іспанія, Ісландія, Норвегія, Польща, Румунія, Україна. Населяє місця навколо джерел та гірських потоків.
В Україні відомий з єдиного локалітету на пн.-зх. Поділлі у верхів'ях р. Зх. Буг. на Львівщині. Локалітет знаходиться на території ландшафтного заказника «Верхобузькі болота».

## Галерея

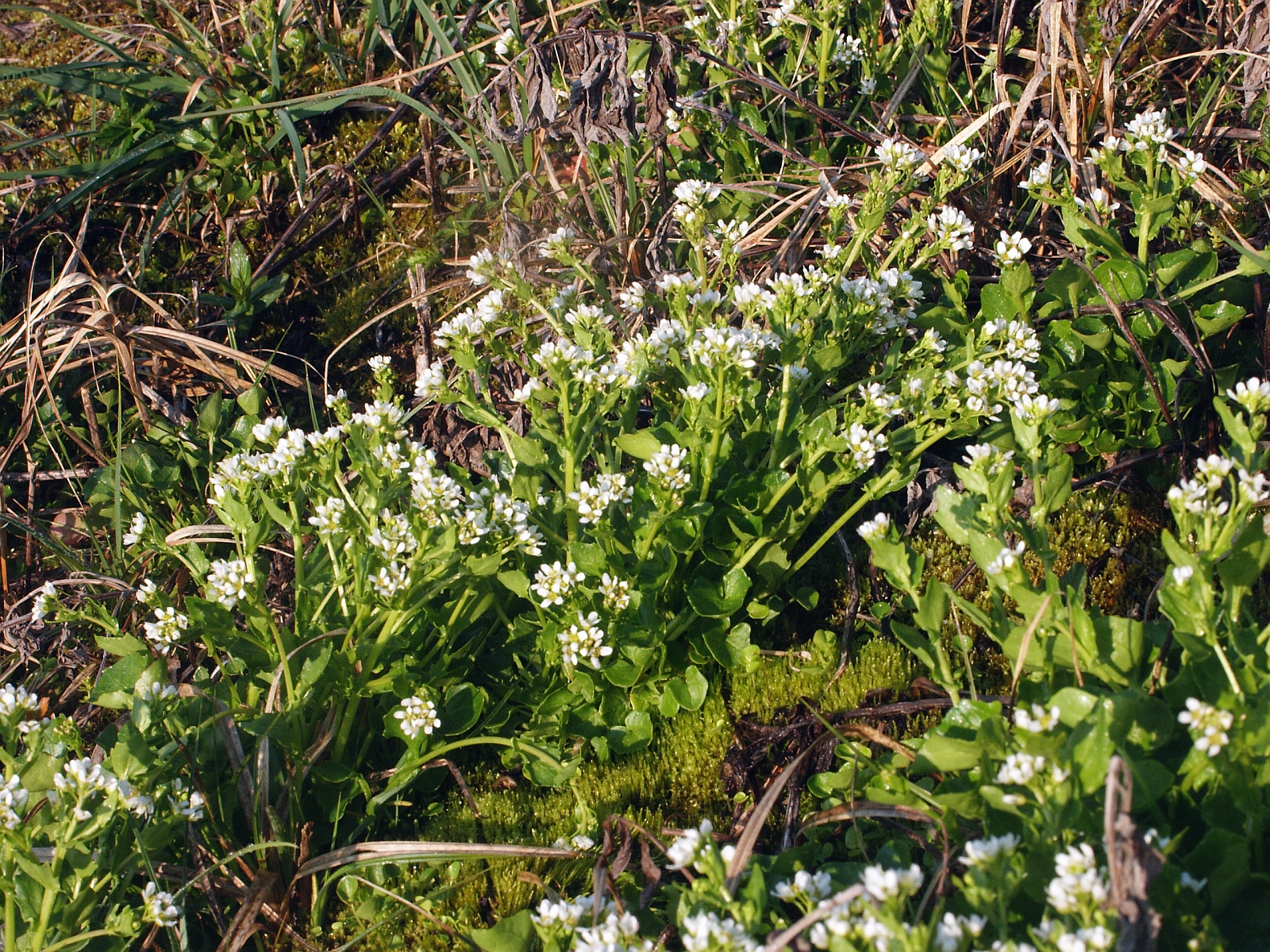
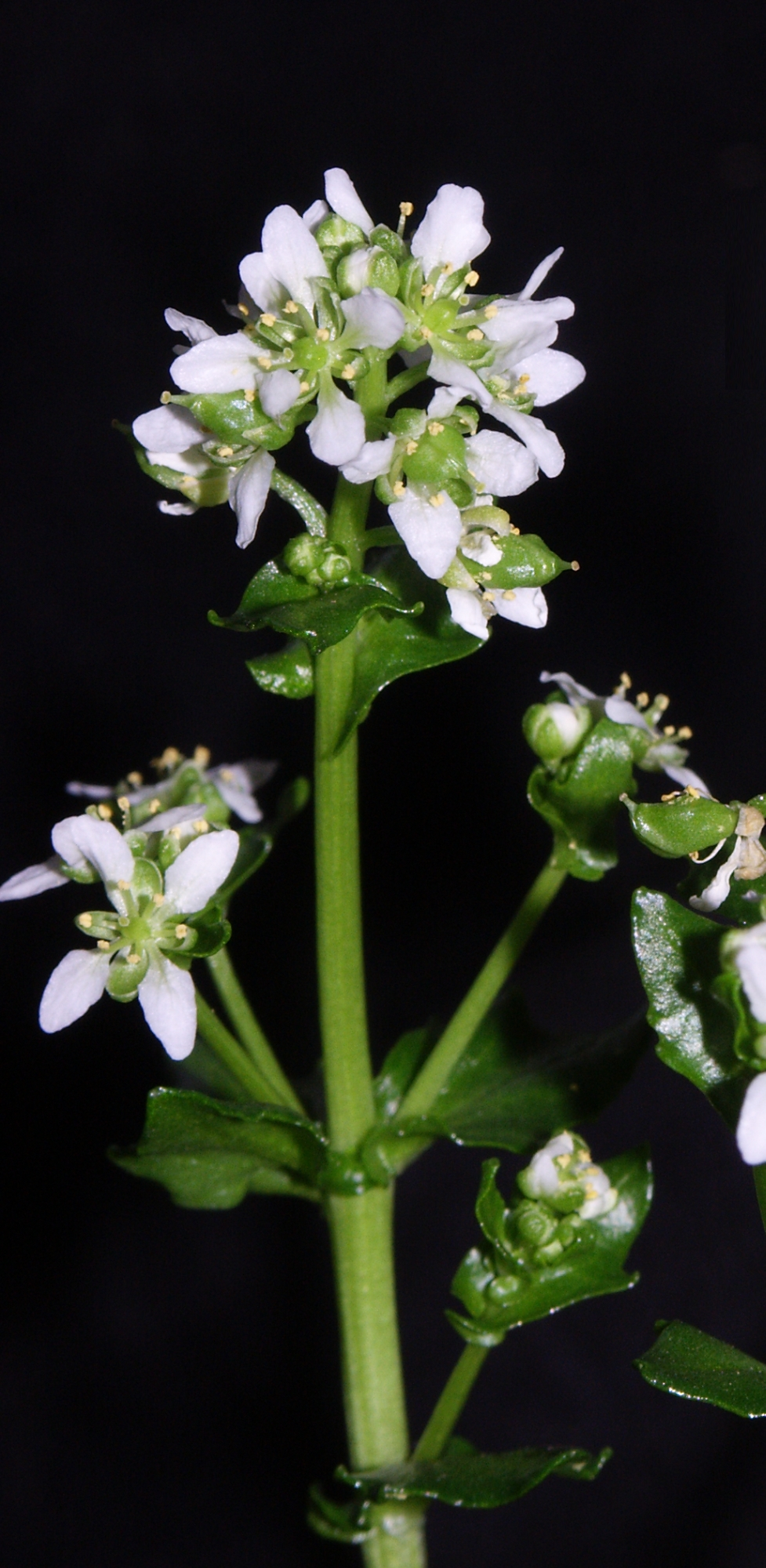
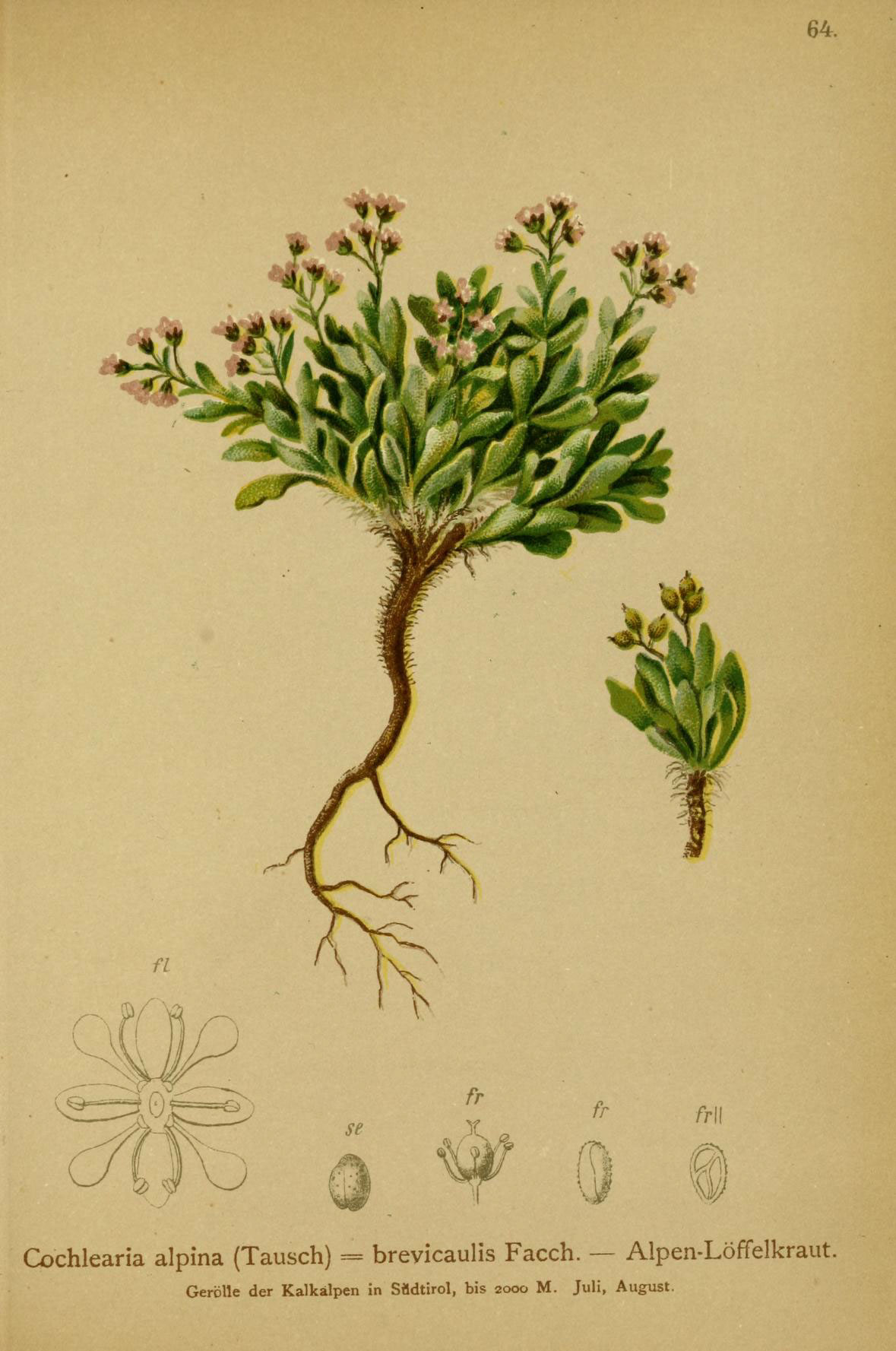